# 长安镇 (东港市)
长安镇，是中华人民共和国辽宁省丹东市东港市下辖的一个乡镇级行政单位。

## 行政区划
长安镇下辖以下地区：
红石社区、佛爷岭村、杨家村、三级台村、佛老房村、广老房村和王家村。